# 科尔玛·冯·德·戈尔茨

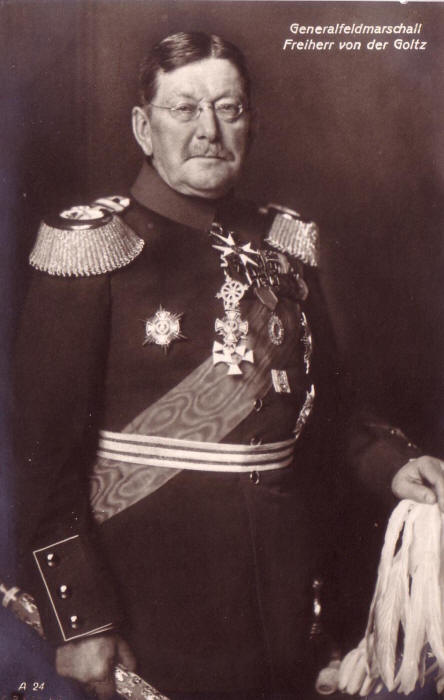
戈尔茨元帅

威廉·利奥波德·科尔玛·冯·德·戈尔茨男爵（德語：Wilhelm Leopold Colmar Freiherr von der Goltz，1843年8月12日—1916年4月19日），又称戈尔茨帕夏，普鲁士陆军元帅和军事作家。

## 生平
1843年出生于东普鲁士一个没落的贵族家庭，他在普鲁士埃劳附近的 Fabiansfelde 庄园长大，这座庄园于1844年被他的父亲买下。1861年进入普鲁士陆军，任东普鲁士第5步兵团少尉，5年后进入柏林军事学院，1866年普奥战争爆发时被暂时退学入军参战，在陶特瑙（Trautenau）負傷。1867年，他在总参谋部陸地測量部任职，1870－71年普法战争开始后任腓特烈·卡尔亲王指挥的第二軍的参谋。战后1871年戈尔茨被任命为波茨坦的军事学院教官，晋升为上尉，配属总参谋部的战史部。在此期间，他写了《第二集团军的行动，直到梅斯的投降》（Die Operationen der II. Armee bis zur Capitulation von Metz）和《勒芒的七天》（Die Sieben Tage von Le Mans），并在1873年出版。1874年他被任命为第6师的首席参谋，期間创作《第二军行动在卢瓦尔河》（Die Operationen der II. Armee an der Loire）和《莱昂·甘必大和他的军队》（Léon Gambetta und seine Armeen），分别于1875年和1877年出版。后者被翻译成法语，许多史家认为是他对军事文獻最獨創的贡献。
在研究普法战争史的时候，戈尔茨发现，这次战争并不是当局让全世界军事史学家相信的那样是一次短期的速决战，实际上巴黎包围战持续了相当长的时间，加上甘必大组织国民自卫军在外地的抵抗，新的法兰西共和国已经能够动员国家意志进行人民战争，德军在此期间的损失不低于对法国正规军作战。妄想以后对法作战还是一次简单的速决战是不现实的。由于他揭露出可怕的真相，违背德国军方的主流看法，因此被赶出了军校，下放到部队，但不久他又回到军史部。1878年戈尔茨在柏林军事学院担任军事史教官，在那里他呆了五年，升到少校。1883年出版了《罗斯巴赫和耶拿》（Roßbach und Jena）和《全民皆兵》（Das Volk in Waffen），这两本书迅速成为军事经典，尤其是后者，开创了人民战争的概念，为他赢得了不朽的声誉。此书也在1910年戈尔茨带领德国外交使团参加阿根廷纪念日时成为阿根廷军队的理论指南。
在俄土战争（1877年－1878年）失败后，奥斯曼帝国苏丹阿卜杜勒·哈米德二世要求德国帮助其重组奥斯曼军队，使他们能够抵御俄罗斯帝国。戈尔茨被派遣到土耳其去担任军事顾问。他花了12年培训和改造土耳其军队，1895年土耳其政府授予他帕夏称号，1897年的希土战争成了他改革成果的试金石，新的奥斯曼帝国陆军把希腊军队打的落花流水，只是靠英国和俄国的干预希腊才免除了亡国的恶运。在他返回德国时，他被授予土耳其元帅（Mushir）军衔。
1896年戈尔茨回到德国并晋升为中将，指挥陆军第5师，1898年升任主管工程师和工兵部队以及防御工事的工程兵总监。1900年任步兵上将，1902年任第一军团指挥官。1907年他成为在柏林新创建的第六军监察长，1908年被授予大将（Generaloberst）军衔，1911年被擢升为德国陆军元帅，同年退出现役并创建了右翼的青年德国联合会（Jungdeutschlandbund）。
一战爆发后戈尔茨被召回军队，任德军驻比利时军事总督，对当地出现的抵抗组织进行残酷镇压。正如马丁·吉尔伯特（Martin Gilbert）著作《第一次世界大战》写到，在1914年9月初，新上任的戈尔茨宣布：“在未来，如果有铁路和电报线路被破坏，附近的村庄将受到惩罚而不再有怜悯。受到这种攻击威胁的所有铁路附近村庄都有村民被抓作人质，只要有铁路、电报或电话被破坏的话，他们会立即被射殺。”
阿道夫·希特勒对戈尔茨的行为表示赞扬：
|  | 老帝国早已知道在被占领的地区如何坚定行动。这就是戈尔茨伯爵对企图破坏铁路的比利时的惩罚。在他命令射殺所有市長，囚禁所有男子與疏散所有婦孺後，下令焚燒方圓數公里內的所有村莊。 |

## 奖项和勋章
- 功勳勳章 (1911)
- 功勳勳章 (军事类)
- Knight Grand Cross of the 皇冠勋章 (普鲁士)
- Cross of Honour, 一级霍亨索伦勋章并佩刀
- 红鹰勋章
- 1870年铁十字勋章, 2级[3]

## 备注
1. ↑  Template:German title Freiherr
2. ↑  Hitler, Adolf. . New York: Farrar, Straus and Young. 1953: 25.
3. ↑  . The Prussian Machine.   [5 January 2014]. （原始内容存档于2015-10-02）.

## 部分作品列表
- Feldzug 1870-71. Die Operationen der II. Armee. Berlin, 1873.
- Angeline. Stuttgart, 1877.
- Leon Gambetta und seine Armee. Berlin, 1877.
- Rossbach und Jena. Studien über die Zustände und das geistige Leben der preußischen Armee während der Uebergangszeit von XVIII. zum XIX. Jahrhundert. Berlin, 1883.
- Das Volk in Waffen, ein Buch über Heerwesen und Kriegführung unserer Zeit. Berlin, 1883.
- Ein Ausflug nach Macedonien. Berlin, 1894.
- Kriegführung. Kurze Lehre ihrer wichtigsten Grundsätze und Formen. Berlin, 1895.
- Anatolische Ausflüge, Reisebilder von Colmar Freiherr v. d. Goltz; mit 37 Bildern und 18 Karten. Berlin, 1896.
- Krieg- und Heerführung. Berlin, 1901.
- Von Rossbach bis Jena und Auerstedt; ein Beitrag zur Geschichte des preussischen Heeres. Berlin, 1906.
- Von Jena bis Pr. Eylau, des alten preussischen Heeres Schmach und Ehrenrettung; eine kriegsgeschichtliche Studie von Colmar Frhr. v. d. Goltz. Berlin, 1907.
- Jung-Deutschland; ein Beitrag zur Frage der Jugendpflege. Berlin, 1911.
- Kriegsgeschichte Deutschlands im neunzehnten Jahrhundert. Berlin, 1910-1912.
- 1813; Blücher und Bonaparte, von Feldmarschall Frhn. v. d. Goltz.. Stuttgart and Berlin, 1913.